# Steinsalzbergwerk Bernburg

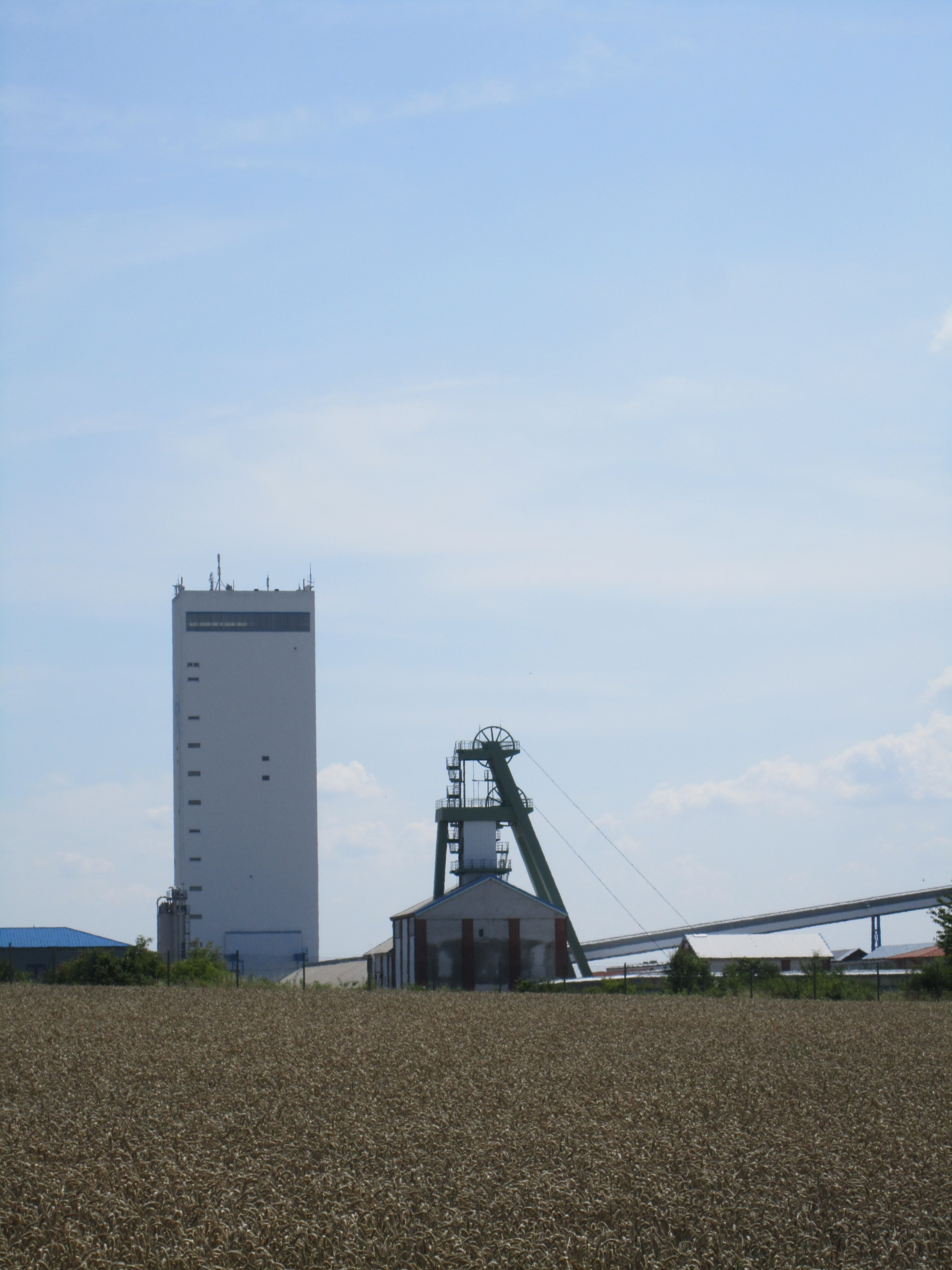
Schacht Gröna, im Hintergrund Schacht Bernburg

Das Steinsalzbergwerk Bernburg in Bernburg in Sachsen-Anhalt ist ein Produktionsstandort der K+S Minerals & Agriculture GmbH, einem Tochterunternehmen der K+S AG.

## Geographie

### Geographische Lage
Das Bergwerk liegt im Süden der Stadt Bernburg zwischen Kustrenaer Weg, Kalistraße und Grönaer Landstraße. Es verfügt über einen eigenen Gleisanschluss. Eine Halde existiert nicht.

### Geologie
Die Lagerstätte Bernburg entstand im Zechstein vor etwa 250 Millionen Jahren. Sie liegt zwischen dem Staßfurter und dem Bernburger Hauptsattel. Das Hangende der Lagerstätte wird durch den Roten Salzton, darüber Buntsandstein, Muschelkalk und Keuper gebildet. Das Liegende bildet der Hauptanhydrit. Das Salzflöz ist kaum tektonisch beansprucht und liegt sehr homogen vor. Die Flöze streichen herzyn und fallen etwa 6 bis 10° gen Norden.

## Geschichte
Die beiden im November 1911 gegründeten bergrechtlichen Gewerkschaften Kaliwerke Bernburg und Gröna begannen, durch den Erfolg der Kaliförderung im benachbarten Staßfurt (das sog. Kalifieber) angespornt, im Jahre 1912 mit dem Bau eigener Schächte. Die Gewerkschaft Bernburg teufte ab dem 25. März 1912 ihren Schacht Bernburg ab, am 24. April 1912 begann die Gewerkschaft Gröna mit dem Abteufen des Schachtes Gröna. Die Kaliförderung wurde am 1. August 1913 durch das Kalisyndikat erlaubt, aber durch den Ersten Weltkrieg verzögert erst im Jahre 1921 aufgenommen. Seit 1939 wird auch Steinsalz abgebaut, welches hier in sehr guter Qualität mit einem Reinheitsgehalt von etwa 98–99,5 % ansteht. Die Kalisalzförderung (Carnallitit) und untergeordnet Hartsalz dauerte bis 1973 an, in der Zeit von 1942 bis 1954 wurde kein Kalisalz gewonnen. Seit 1973 wird nur noch Steinsalz abgebaut.
Nach 1945 wurde das Kaliwerk als VEB Kaliwerk Bernburg-Gröna verstaatlicht, später dann in VEB Kali- und Steinsalzbergwerk umbenannt und gehörte zum Kombinat Kali. Nach der deutschen Wiedervereinigung übernahm K+S das Werk von der Treuhandanstalt.
Heute wird nur noch Steinsalz abgebaut. In den abgebauten Feldern werden seit 1992 bergbaufremde Abfälle eingelagert, jährlich etwa 140.000 Tonnen. Im August 1913 erhielt der Schacht Gröna seine Beteiligungsziffer und förderte Ausrichtungssalze. 1921 wurde die Steinsalzgewinnung aufgenommen, die jedoch 1924 wieder endete. In der Zeit von 1925 bis 1942 wurde regulär nur Hartsalz ohne fabrikatorische Verarbeitung gefördert. Ab 1954 begann die Wiederaufnahme der Carnallitförderung, die bis zur Inbetriebnahme des Kaliwerkes Zielitz 1973 anhielt.
Im Zweiten Weltkrieg wurden in das damals der Wintershall-Gruppe gehörende Salzbergwerk Gröna bei Bernburg ausgewählte Bestände deutscher Stadtarchive (vornehmlich aus den Hansestädten Bremen, Lübeck und Rostock) zum Schutz vor Luftangriffen eingelagert. Sie wurden 1945 zunächst durch die Monuments Men der US Army beschlagnahmt und dann an die Rote Armee übergeben, deren Trophäenkommissionen sie als Beutekunst in die Sowjetunion verbrachten und auf verschiedene Lagerorte verteilten. Große Teile dieses Archivguts wurden im Zuge der Entspannung in Europa in den 1990er-Jahren restituiert.
Nach der Wiedervereinigung wurde der volkseigene Betrieb 1993 privatisiert – zunächst als Gemeinschaftsunternehmen der Kali und Salz Beteiligungs AG und der Treuhandanstalt. 2002 wurde er in die K+S-Tochter esco eingegliedert. Seitdem ist das Werk Bernburg mit einer Produktionskapazität von rund drei Millionen Tonnen einer der leistungsfähigsten Standorte von Europas führendem Salzproduzenten. Ein Drittel der Produktion wird als Auftausalz verkauft. 2019 reichten die erschlossenen Vorkommen an qualitativ hochwertigem Salz noch für etwa 40 Jahre.

## Grubengebäude
Die Grube wird durch fünf Schächte erschlossen. Als Hauptförderschacht und einziehender Wetterschacht dient der Schacht Bernburg, Material- und ebenfalls einziehender Wetterschacht ist der Schacht Gröna in unmittelbarer Nähe. Frischwetter werden außerdem über den grenzlägigen Schacht Johanne (ehemals Ilberstedt) herangeführt, die Schächte Neuwerk I (Coburg) und Neuwerk II (Erbprinz, Aderstedt (2)) sind ausziehende Wetterschächte. Der Schacht Bernburg wurde  von 1912 bis 1913 abgeteuft, hat eine Teufe von 541,6 m und einen lichten Durchmesser von 4,5 m. Der obere Teil des Schachtes ist bis zu einer Teufe von 195 m mit Tübbingausbau versehen. Der Schacht Gröna wurde  von 1912 bis 1913 abgeteuft, hatte ursprünglich eine Teufe von 448 m. Er wurde später auf 529 m weitergeteuft und hat einen lichten Durchmesser von 4,5 m. Der obere Teil des Schachtes ist bis zu einer Teufe von 175 m mit Tübbingausbau versehen. Füllörter wurden bei 432 und 512 m angeschlagen.
Der Schacht Neuwerk I wurde von November 1912 bis 1914 abgeteuft und hat ebenfalls 4,5 m Durchmesser sowie eine Teufe von 462 m. Wie beim Schacht Bernburg sind die oberen 195 m der Schachtsäule mit Tübbingen ausgebaut.
Der Schacht Neuwerk II wurde von November 1912 bis 1914 abgeteuft, hat wie die anderen Schächte 4,5 m Durchmesser und eine Teufe von 441,5 m. Die oberen 138 m der Schachtsäule wurden mit Tübbingen ausgebaut.
Die Schachtanlage Neuwerk wurde 1924 im Zuge der Stilllegungsverordnung stillgelegt. In den Schächten Neuwerk I und II wurden im Anschluss 1924/25 unterhalb der Tübbingsäule Pfropfen eingebaut, die 1952/53 wieder entfernt wurden.

## Abbauverfahren
Das Werk Bernburg produziert seit den 1960er Jahren nur noch Steinsalz. Dieses wird ausschließlich aus dem 115 m mächtigen Leinesteinsalz gewonnen, wobei nur ein 28 m mächtiger Bereich verhauen wird. Zum Hangenden und Liegenden bleiben relativ große Schweben stehen. Das Abbauverfahren ist der Kammerbau mit streichendem Verhieb. Die Kammern sind etwa 20 m breit, bis zu 38 m hoch und 200 m lang. Zwischen den Kammern bleiben etwa 30 m breite Festen (Pfeiler) stehen.

### Vorrichtung
Zunächst wird im Niveau der späteren Firste die Kopfstrecke mit breitem Blick aufgefahren. Die Auffahrung geschah früher schneidend mit einer Vollschnittmaschine vom Typ Ural, heutzutage werden die Strecken konventionell im Bohr- und Schießverfahren erstellt. Die Firste wird nur bei Bedarf geankert. Anschließend wird die künftige Kammer mit der Fußstrecke angefahren und ein Hochbruch zur Firststrecke hergestellt.

### Abbau
Danach kann der eigentliche Steinsalzabbau beginnen. Von der Firststrecke aus werden Großsprengbohrlöcher in Kammerbreite zur Fußstrecke gebohrt und geschossen. Das Haufwerk wird mit Fahrladern und Muldenkippern abgefördert. Dies wiederholt sich solang, bis die Kammer die geplante Länge erreicht hat.

## Förderung
Das gewonnene Steinsalz wird mit Fahrladern unterschiedlicher Nutzlast zu den Kippstellen gefördert. Von dort gelangt es mit Bandanlagen zum Schacht Bernburg und da mit einer 20-Tonnen-Skipanlage nach über Tage.

## Aufbereitung
Das Steinsalz wird in der Fabrik direkt vermahlen und gesiebt, gegebenenfalls zwischengespeichert und entsprechend den Verbraucherwünschen verpackt oder lose verkauft. Steinsalz wird derzeit nicht in haushaltsüblichen Gebindegrößen verpackt, jedoch Siedesalz.